# Saléchan
Saléchan (gaskognisch Seleishan) ist eine französische Gemeinde mit 243 Einwohnern (Stand 1. Januar 2022) im Département Hautes-Pyrénées in der Region Okzitanien; sie gehört zum Arrondissement Bagnères-de-Bigorre und zum Gemeindeverband Neste Barousse.

## Geografie
Saléchan ist die östlichste Gemeinde des Départements Hautes-Pyrénées. Sie liegt an der oberen Garonne, 22 Kilometer südsüdwestlich der Stadt Saint-Gaudens an der Grenze zum Département Haute-Garonne. Die Gemeinde besteht aus dem Dorf Saléchan, zahlreichen Häusern entlang der D825 sowie wenigen Einzelgehöften. Weite Teile an den Berghängen sind bewaldet. Der Canal du Moulin auf dem Gemeindegebiet von Saléchan ist ein künstlicher Seitenarm der Garonne. Höchster Punkt der Gemeinde ist der Sommet de Cot de Coudous. Die Gemeinde liegt an der D825 westlich der N125.

## Geschichte
An der Kirche und am ehemaligen Pfarrhaus wurden Überreste aus gallo-römischer Zeit gefunden. Der Ort wurde als Salisa/Salissa erstmals in den Jahren 1180/1190 im Kopialbuch von Lézat erwähnt. Im Mittelalter lag der Ort innerhalb der Grafschaft Barousse in der Region Armagnac, die ein Teil der Provinz Gascogne war. Die Gemeinde gehörte von 1793 bis 1801 zum District La Barthe. Zudem lag Saléchan von 1793 bis 2015 im Kanton Mauléon-Barousse. Die Gemeinde ist seit 1801 dem Arrondissement Bagnères-de-Bigorre zugeteilt.

## Bevölkerungsentwicklung
| Jahr                       | 1962 | 1968 | 1975 | 1982 | 1990 | 1999 | 2006 | 2014 | 2020 |
| Einwohner                  | 286  | 266  | 245  | 246  | 204  | 174  | 220  | 238  | 245  |
| Quellen: Cassini und INSEE |      |      |      |      |      |      |      |      |      |

## Sehenswürdigkeiten
- Kirche Saint-Julien-de-Brioude
- Kapelle Saint-Julien mit Reliefen aus gallo-römischer Zeit, seit 1979 ein Monument historique[1]
- Denkmal für die Gefallenen[2]
- zwei Wegkreuze
- ehemalige Waschplätze und Viehtränken
- Écomusée Ferme les jours heureux

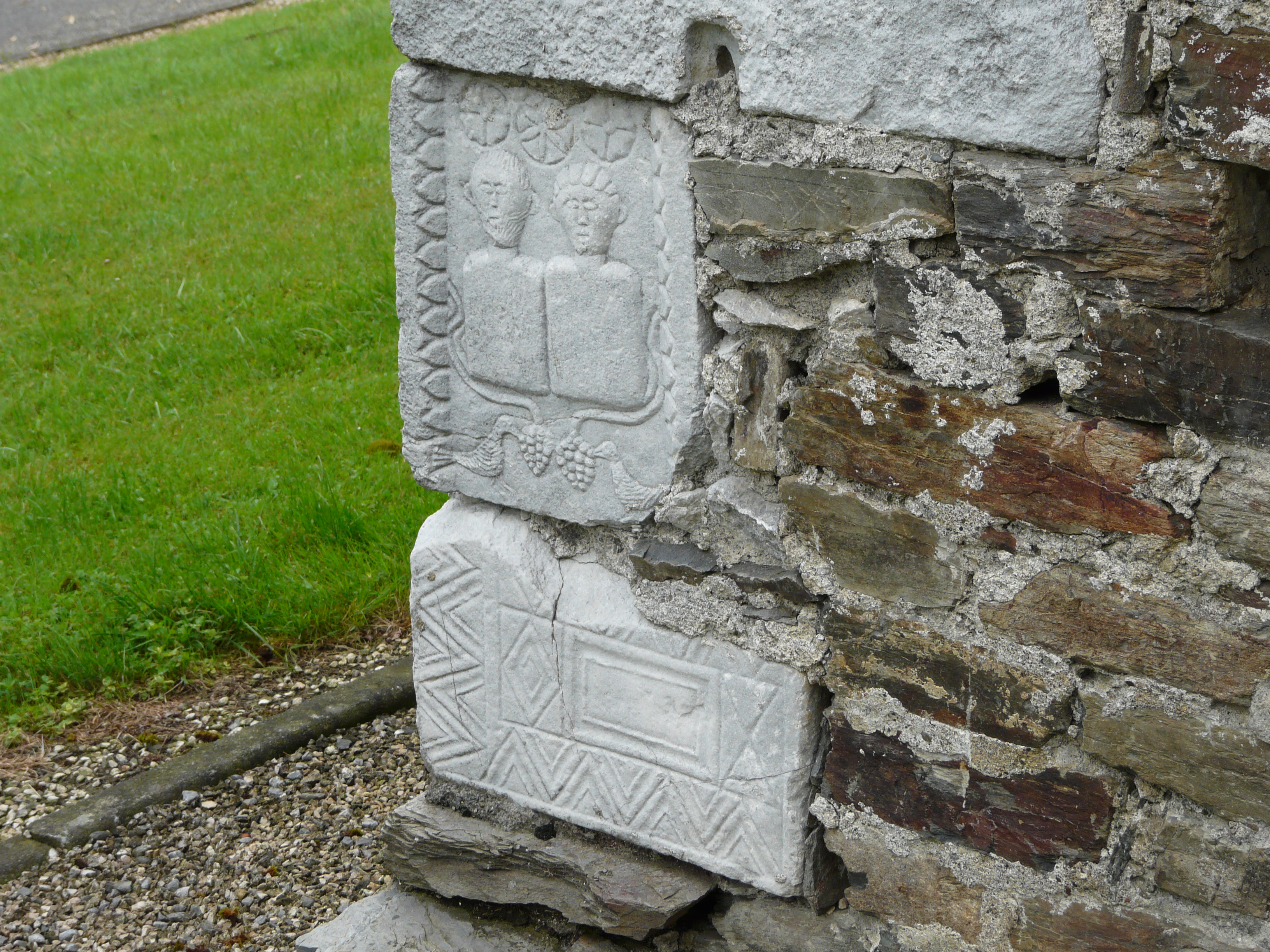
Reliefe aus gallo-römischer Zeit
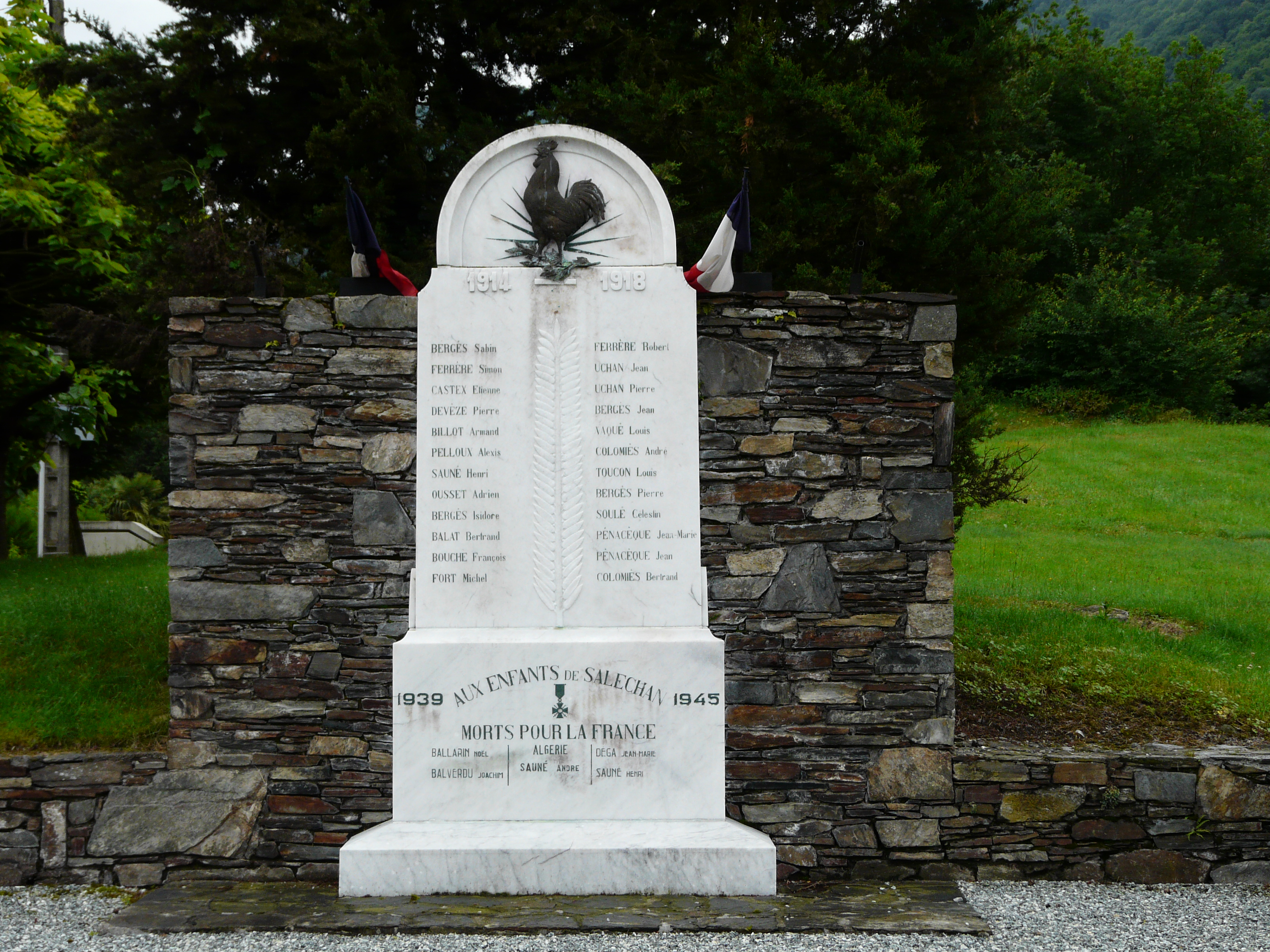
Denkmal für die Gefallenen
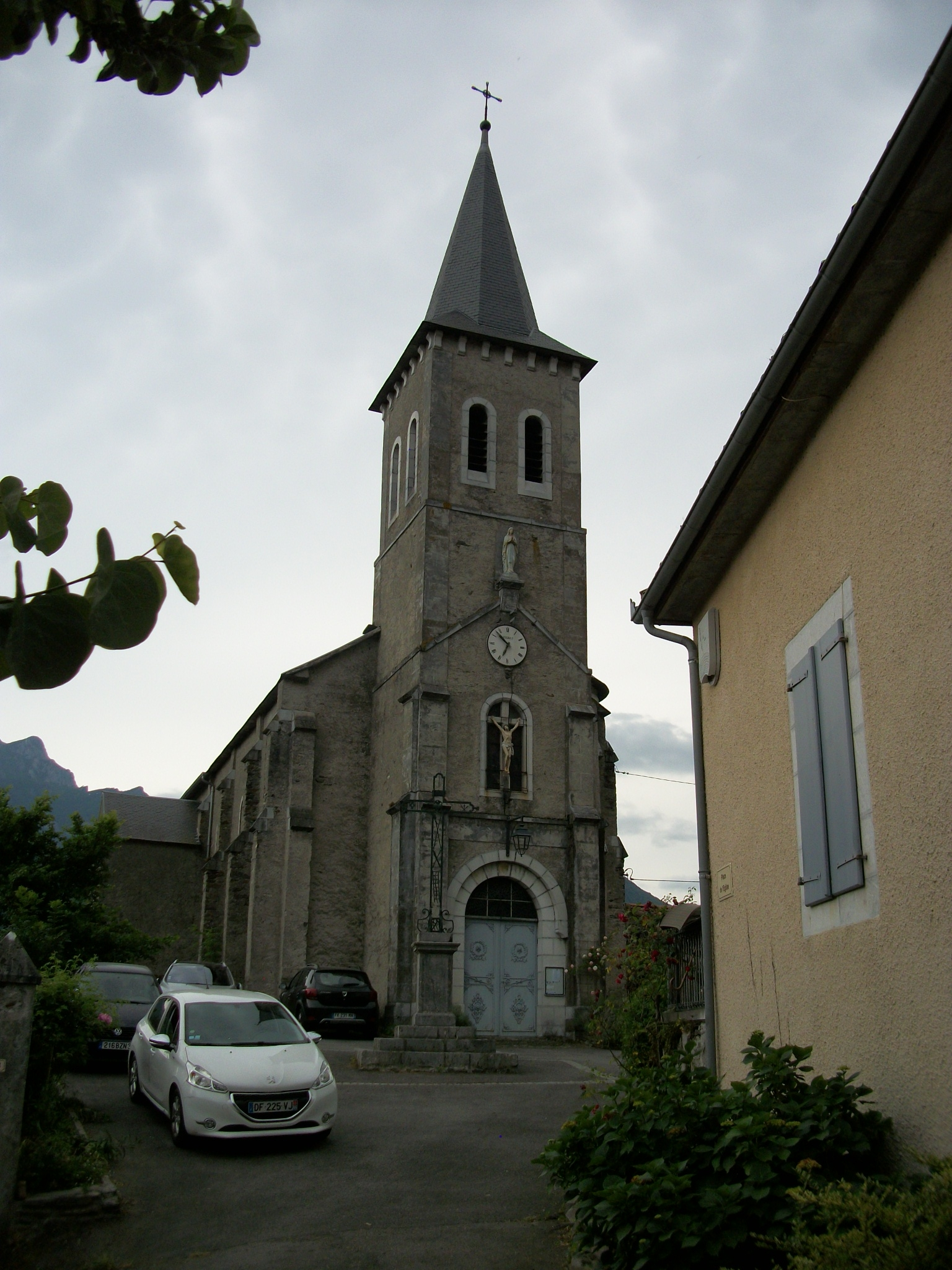
Kirche Saint-Julien-de-Brioude
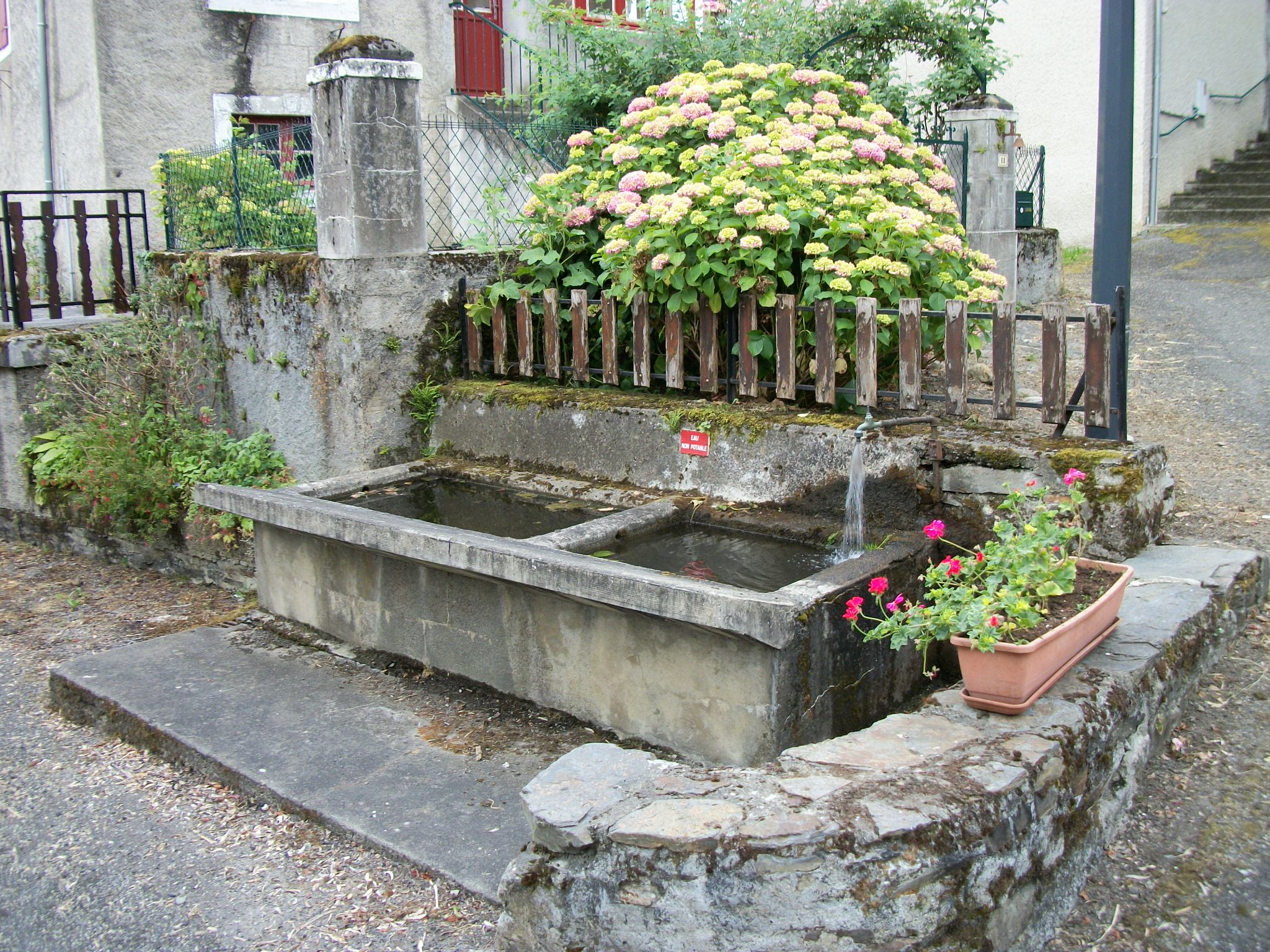
Eine der ehemaligen Viehtränken
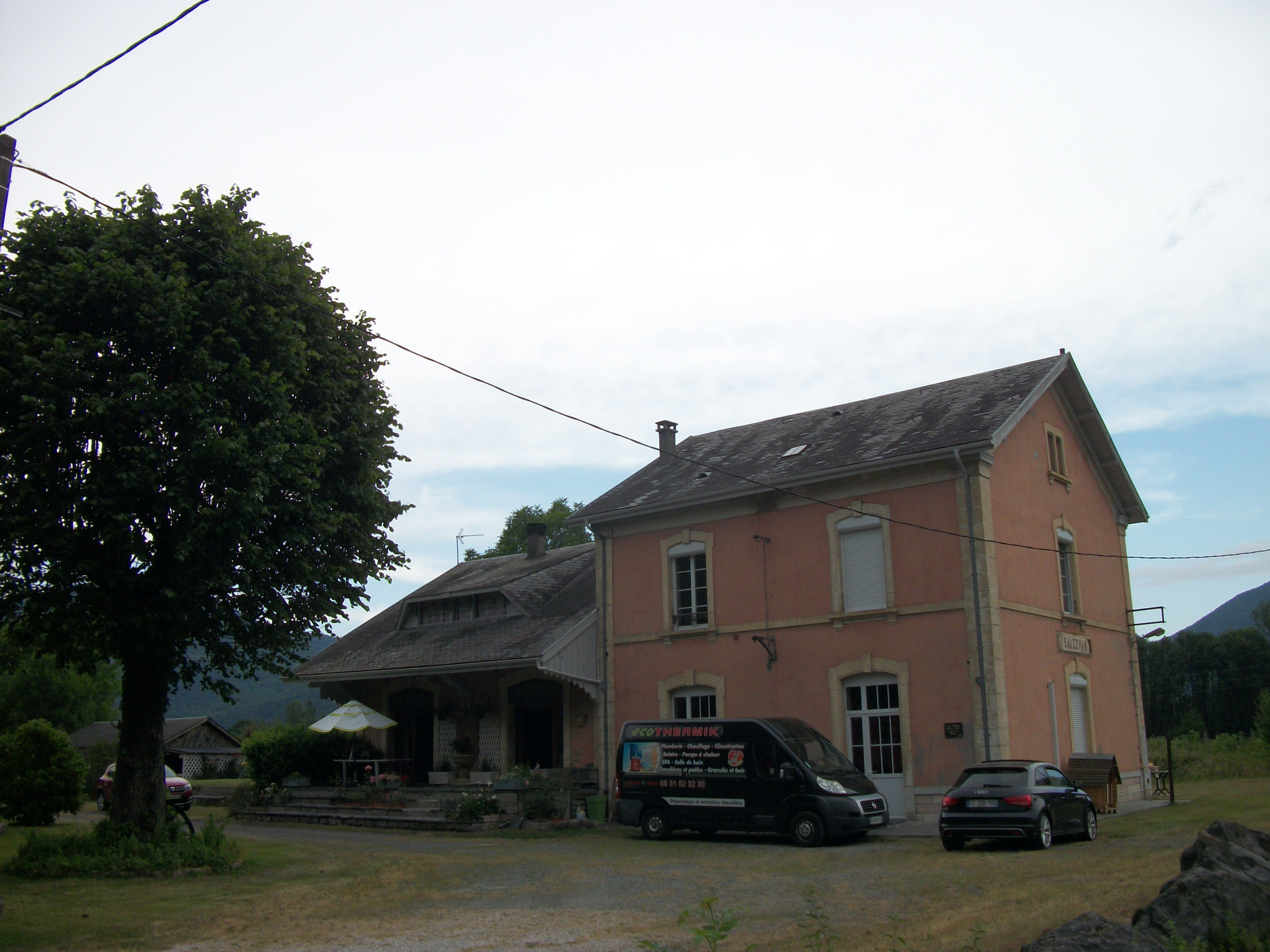
Bahnhof